# Ораваоя
Ораваоя — река в России, протекает по Суоярвскому району Карелии. В переводе с финского обозначает «беличий ручей».
В среднем течении принимает левый приток — Ристаоя. Впадает в озеро Ораваярви, соединённое протокой с озером Кайтоярви, через которое протекает Лоймоланйоки. Длина реки составляет 12 км. Населённых пунктов на реке нет.

## Данные водного реестра
По данным государственного водного реестра России относится к Балтийскому бассейновому округу, водохозяйственный участок реки — Водные объекты бассейна оз. Ладожское без рр. Волхов, Свирь и Сясь, речной подбассейн реки — Нева и реки бассейна Ладожского озера (без подбассейна Свирь и Волхов, российская часть бассейнов). Относится к речному бассейну реки Нева (включая бассейны рек Онежского и Ладожского озера).
Код объекта в государственном водном реестре — 01040300212102000011464.